# Night Train (Keane)
Night Train è il quarto EP del gruppo musicale britannico Keane, pubblicato il 10 maggio 2010 dalla Island Records.
Il disco ha raggiunto la prima posizione della classifica britannica degli album.

## Descrizione
Annunciato il 29 novembre 2009, Night Train contiene otto brani registrati nel corso del Perfect Symmetry World Tour, di cui due realizzati con la collaborazione del rapper canadese K'naan e uno realizzato con la partecipazione della MC giapponese Tigarath.
Il brano Looking Back contiene alcuni campionamenti provenienti da Gonna Fly Now, brano composto da Bill Conti e proveniente dalla colonna sonora del film Rocky (1976).

## Tracce
Testi e musiche di Tim Rice-Oxley, Tom Chaplin e Richard Hughes, eccetto dove indicato.
1. House Lights – 1:23
2. Back in Time – 3:52
3. Stop for a Minute (feat. K'naan) – 4:06 (Tim Rice-Oxley, Tom Chaplin, Richard Hughes, K'naan)
4. Clear Skies – 4:53
5. Ishin Denshin (You've Got to Help Yourself) (feat. Tigarah) – 3:56 (testo: Haruomi Hosono, Peter Barakan – musica: Ryuichi Sakamoto, Yukihiro Takahashi)
6. Your Love – 4:36 (Tim Rice-Oxley)
7. Looking Back (feat. K'naan) – 3:46 (Tim Rice-Oxley, Tom Chaplin, Richard Hughes, K'naan, Bill Conti, Carol Connors, Ayn Robbins)
8. My Shadow – 4:49

Tracce bonus nell'edizione di iTunes
1. Stop for a Minute (feat. K'naan) (Beatnick & K-Salaam Remix) – 4:26
2. Stop for a Minute (feat. K'naan) (Video) – 3:47

## Formazione
Gruppo
- Tom Chaplin – voce, chitarra
- Tim Rice-Oxley – tastiera, chitarra, percussioni, cori, voce (traccia 6)
- Richard Hughes – batteria, percussioni, cori
- Jesse Quin – chitarra, basso, cori

Altri musicisti
- Jerry Clack – ottoni
- Roland Neffe – vibrafono
- K'naan – voce aggiuntiva (tracce 3 e 7)
- Tigarath – voce aggiuntiva (traccia 5)